# Meilhan, Gers
Meilhan är en kommun i departementet Gers i regionen Occitanien i sydvästra Frankrike. Kommunen ligger i kantonen Lombez som tillhör arrondissementet Auch. År 2022 hade Meilhan 76 invånare.

## Befolkningsutveckling
Antalet invånare i kommunen Meilhan
Referens:INSEE